# Llista de topònims de Das
Llista de topònims (noms propis de lloc) del municipi de Das, a la Baixa Cerdanya
Informació actualitzada per un bot. Els canvis manuals es perdran quan s'actualitzi!

## casa
| imatge | Nom                                  | Ubicat a | instància de | Detalls                       | coordenades                                                                      | Protecció                                  | Commons (més fotos) | Dades a WD                    |
| ------ | ------------------------------------ | -------- | ------------ | ----------------------------- | -------------------------------------------------------------------------------- | ------------------------------------------ | ------------------- | ----------------------------- |
|        | Ca l'Arderiu                         | Das      | casa         | Estil: arquitectura popular   | 42° 21′ 44″ N, 1° 52′ 15″ E / 42.36232°N,1.870906°E ca:C. Rossend Arús           | bé integrant del patrimoni cultural català |                     | Modifica les dades a Wikidata |
|        | Cal Ferrer de Das                    | Das      | casa         | Estil: arquitectura popular   | 42° 21′ 43″ N, 1° 52′ 16″ E / 42.362004°N,1.87102°E                              | bé cultural d'interès local                |                     | Modifica les dades a Wikidata |
|        | Cal Xamberg                          | Das      | casa         | Estil: arquitectura popular   | 42° 21′ 43″ N, 1° 52′ 12″ E / 42.361895°N,1.869981°E ca:Carrer de la Fonteta, 13 | bé integrant del patrimoni cultural català |                     | Modifica les dades a Wikidata |
|        | Casa Martínez Guarro                 | Das      | casa         |                               |                                                                                  | bé integrant del patrimoni cultural català |                     | Modifica les dades a Wikidata |
|        | Conjunt d'habitatges Vidal i Arderiu | Das      | casa         | Estil: arquitectura popular   |                                                                                  | bé integrant del patrimoni cultural català |                     | Modifica les dades a Wikidata |
|        | Torre de Das                         | Das      | casa         | Estil: arquitectura eclèctica | 42° 21′ 39″ N, 1° 52′ 10″ E / 42.360961°N,1.869514°E ca:Rec de la Bola           | bé integrant del patrimoni cultural català |                     | Modifica les dades a Wikidata |

## entitat singular de població
| imatge | Nom        | Ubicat a | instància de                              | Detalls | coordenades                                                                                  | Protecció | Commons (més fotos) | Dades a WD                    |
| ------ | ---------- | -------- | ----------------------------------------- | ------- | -------------------------------------------------------------------------------------------- | --------- | ------------------- | ----------------------------- |
|        | Das        | Das      | entitat singular de població              | 149 hab | 42° 21′ 46″ N, 1° 52′ 09″ E / 42.36264601°N,1.86913227°E ca:Crtra. C-162, km 4,300 1199 msnm |           |                     | Modifica les dades a Wikidata |
|        | Mosoll     | Das      | entitat singular de població              | 16 hab  | 42° 22′ 32″ N, 1° 51′ 59″ E / 42.37555556°N,1.86638889°E 1103 msnm                           |           | Mosoll              | Modifica les dades a Wikidata |
|        | Sanavastre | Das      | entitat singular de població              | 81 hab  | 42° 23′ 06″ N, 1° 51′ 03″ E / 42.384888888889°N,1.8509444444444°E 1059 msnm                  |           | Sanavastre          | Modifica les dades a Wikidata |
|        | Tartera    | Das      | entitat singular de població              | 9 hab   | 42° 21′ 31″ N, 1° 51′ 11″ E / 42.358632°N,1.852989°E 1173 msnm                               |           | Tartera (Das)       | Modifica les dades a Wikidata |
|        | Tartera    | Das      | entitat singular de població urbanització | 15 hab  | 42° 22′ 11″ N, 1° 51′ 19″ E / 42.36965882°N,1.85518459°E 1133 msnm                           |           |                     | Modifica les dades a Wikidata |

## església
| imatge | Nom                                       | Ubicat a | instància de    | Detalls                                                    | coordenades                                                                              | Protecció                   | Commons (més fotos)                       | Dades a WD                    |
| ------ | ----------------------------------------- | -------- | --------------- | ---------------------------------------------------------- | ---------------------------------------------------------------------------------------- | --------------------------- | ----------------------------------------- | ----------------------------- |
|        | Sant Iscle i Santa Victòria de Sanavastre | Das      | església        | Estil: arquitectura romànica                               | 42° 23′ 07″ N, 1° 50′ 59″ E / 42.3852°N,1.84967°E                                        | bé cultural d'interès local | Sant Iscle i Santa Victòria de Sanavastre | Modifica les dades a Wikidata |
|        | Sant Julià de Tartera                     | Tartera  | església        | Estil: arquitectura romànica 11st century                  | 42° 21′ 31″ N, 1° 51′ 11″ E / 42.358611°N,1.853056°E ca:Ca l'Alier, Tartera              | bé cultural d'interès local | Sant Julià de Tartera                     | Modifica les dades a Wikidata |
|        | Sant Llorenç de Das                       | Das      | església        | Arquitecte: Salvador Vinyals i Sabaté Estil: neogòtic 1901 | 42° 21′ 39″ N, 1° 52′ 12″ E / 42.3609°N,1.87°E ca:Plaça de l'Església                    | bé cultural d'interès local | Sant Llorenç de Das                       | Modifica les dades a Wikidata |
|        | Santa Bàrbara de Das                      | Das      | església ermita | Estil: arquitectura romànica                               | 42° 21′ 33″ N, 1° 52′ 05″ E / 42.359188°N,1.867957°E ca:Raval de Santa Bàrbara 1230 msnm | bé cultural d'interès local | Santa Bàrbara de Das                      | Modifica les dades a Wikidata |
|        | Santa Maria de Mosoll                     | Mosoll   | església        | Estil: arquitectura romànica Anomenat per: Verge Maria     | 42° 22′ 36″ N, 1° 52′ 07″ E / 42.376667°N,1.868611°E                                     | bé cultural d'interès local | Santa Maria de Mosoll                     | Modifica les dades a Wikidata |

## estructura arquitectònica
| imatge | Nom                   | Ubicat a | instància de              | Detalls      | coordenades                                                                                          | Protecció | Commons (més fotos) | Dades a WD                    |
| ------ | --------------------- | -------- | ------------------------- | ------------ | --- | --------- | ------------------- | ----------------------------- |
|        | Portals del segle XIX | Das      | estructura arquitectònica | 19th century | 42° 21′ 39″ N, 1° 52′ 14″ E / 42.36091232299805°N,1.8705240488052368°E ca:Diversos carrers del poble |           |                     | Modifica les dades a Wikidata |
|        | Safareig              | Das      | estructura arquitectònica |              | 42° 21′ 40″ N, 1° 52′ 09″ E / 42.361114501953125°N,1.869215965270996°E ca:Rec de la Bola             |           |                     | Modifica les dades a Wikidata |

## masia
| imatge | Nom                   | Ubicat a | instància de | Detalls | coordenades                                                         | Protecció | Commons (més fotos) | Dades a WD                    |
| ------ | --------------------- | -------- | ------------ | ------- | ------------------------------------------------------------------- | --------- | ------------------- | ----------------------------- |
|        | Cal Cornet            | Das      | masia        |         | 42° 22′ 30″ N, 1° 51′ 59″ E / 42.3748841204813°N,1.86626118164089°E |           |                     | Modifica les dades a Wikidata |
|        | Cal Francesc          | Das      | masia        |         | 42° 22′ 25″ N, 1° 51′ 57″ E / 42.3736203939686°N,1.86596812265688°E |           |                     | Modifica les dades a Wikidata |
|        | Cal Gintó             | Das      | masia        |         | 42° 22′ 22″ N, 1° 51′ 53″ E / 42.3728696606414°N,1.86473062632916°E |           |                     | Modifica les dades a Wikidata |
|        | Cal Lleuger           | Das      | masia        |         | 42° 22′ 35″ N, 1° 52′ 00″ E / 42.3762567382986°N,1.86663731766855°E |           |                     | Modifica les dades a Wikidata |
|        | Cal Lleuger de Mosoll | Mosoll   | masia        |         | 42° 22′ 34″ N, 1° 51′ 58″ E / 42.376171°N,1.866192°E ca:Mosoll      |           |                     | Modifica les dades a Wikidata |
|        | Cal Pelràs            | Das      | masia        |         | 42° 21′ 42″ N, 1° 52′ 00″ E / 42.3617399721586°N,1.86671613261321°E |           |                     | Modifica les dades a Wikidata |
|        | Mas del Ros           | Das      | masia        |         | 42° 21′ 28″ N, 1° 51′ 34″ E / 42.3576962214721°N,1.85944244505549°E |           |                     | Modifica les dades a Wikidata |
|        | Torre de Mas del Ros  | Das      | masia        |         | 42° 21′ 29″ N, 1° 51′ 41″ E / 42.3580406505056°N,1.86147620737486°E |           |                     | Modifica les dades a Wikidata |

## Misc
| imatge | Nom                     | Ubicat a                     | instància de                        | Detalls                                                    | coordenades                                                                                       | Protecció                                            | Commons (més fotos)  | Dades a WD                    |
| ------ | ----------------------- | ---------------------------- | ----------------------------------- | ---------------------------------------------------------- | ------------------------------------------------------------------------------------------------- | ---------------------------------------------------- | -------------------- | ----------------------------- |
|        | Aeròdrom de la Cerdanya | Das Fontanals de Cerdanya    | aeroport aeròdrom Ús: esports aeris | 1973 Superfície: 66.79ha                                   | 42° 23′ 11″ N, 1° 52′ 00″ E / 42.386389°N,1.866667°E 1092 msnm                                    |                                                      |                      | Modifica les dades a Wikidata |
|        | Ca la Pastora           | Das                          | edifici residencial                 |                                                            | 42° 21′ 42″ N, 1° 52′ 16″ E / 42.36171340942383°N,1.8710319995880127°E ca:Mossèn Jacint Verdaguer |                                                      |                      | Modifica les dades a Wikidata |
|        | Casa del Comú de Das    | Das                          | casa consistorial                   | Estil: arquitectura eclèctica                              | 42° 21′ 46″ N, 1° 52′ 19″ E / 42.3627°N,1.87202°E ca:Das                                          | bé cultural d'interès local                          | Casa del Comú de Das | Modifica les dades a Wikidata |
|        | Coma Oriola             | Das                          | indret coma                         |                                                            | 42° 20′ 07″ N, 1° 53′ 18″ E / 42.33518°N,1.88832°E                                                |                                                      |                      | Modifica les dades a Wikidata |
|        | Coma de Sant Vicenç     | Das                          | coma                                |                                                            | 42° 22′ 41″ N, 1° 50′ 47″ E / 42.37804167°N,1.84626667°E Sanavastre 1085 msnm                     |                                                      |                      | Modifica les dades a Wikidata |
|        | Safareig de Das         | Das                          | safareig                            | Estil: arquitectura popular                                |                                                                                                   | bé integrant del patrimoni cultural català           | Safareig de Das      | Modifica les dades a Wikidata |
|        | Segre                   | Catalunya Pirineus Orientals | riu curs d'aigua riu aurífer        | Desemboca: Ebre Llarg: 265km Conca: 22400km²               | 42° 24′ 09″ N, 2° 06′ 30″ E / 42.4025°N,2.1084°E 41° 21′ 48″ N, 0° 18′ 16″ E / 41.3633°N,0.3044°E |                                                      | Segre River          | Modifica les dades a Wikidata |
|        | Serrat de la Creueta    | Das                          | serralada                           |                                                            | 42° 21′ 04″ N, 1° 52′ 11″ E / 42.351°N,1.86978°E 1671.1 msnm                                      |                                                      |                      | Modifica les dades a Wikidata |
|        | Torre de Das            | Das                          | torre de defensa                    | Estil: arquitectura popular                                | 42° 21′ 36″ N, 1° 52′ 01″ E / 42.359903°N,1.866807°E ca:Pg. de la Torreta 1230 msnm               | bé d'interès cultural bé cultural d'interès nacional | La Torre de Das      | Modifica les dades a Wikidata |
|        | avets de Das            | Das                          | arbre singular                      | Taxon: avet (Abies) Ample: 17.3m Alt: 29m Perímetre: 3.55m | 42° 21′ 45″ N, 1° 52′ 15″ E / 42.3626°N,1.87084°E ca:Ca n'Arderiu 1212 msnm                       | arbre monumental                                     | Avets de Das         | Modifica les dades a Wikidata |
|        | bassa de Sanavastre     | Das                          | zona humida                         | Superfície: 5.68ha                                         | 42° 22′ 54″ N, 1° 50′ 53″ E / 42.38171°N,1.84802°E 1050 msnm                                      |                                                      |                      | Modifica les dades a Wikidata |
|        | la Tosa                 | Alp Urús Das Bagà            | muntanya                            |                                                            | 42° 19′ 14″ N, 1° 53′ 34″ E / 42.3205750504°N,1.89266087667°E 2536 msnm                           |                                                      | Tosa d'Alp           | Modifica les dades a Wikidata |